# Dębowiec (gmina Rozdrażew)
Dębowiec – osada w Polsce położona w województwie wielkopolskim, w powiecie krotoszyńskim, w gminie Rozdrażew. Miejscowość wchodzi w skład sołectwa Wolenice.
W latach 1975–1998 miejscowość należała administracyjnie do województwa kaliskiego.